# Худе, Анна
Анна Худе (дат. Anna Sophie (von der) Hude, 26 июля 1858 — 9 августа 1934) — датская учёная, первая женщина, закончившая Копенгагенский университет с золотой медалью и получившая степень доктора философии.

## Биография
Анна родилась в 1858 г. в Эбельтофте. Она была дочерью Софуса Вальдемара фон дер Худе и Йоханны Ларентины Элизабет Тульниус. Вместе со своими четырьмя братьями и сёстрами она росла в Роскилле.
Она прошла частные курсы учителей и получила место преподавательницы в школе в Роскилле, а в 1878 г. переехала в Копенгаген для продолжения образования. В 1879 г. Анна познакомилась с Леербеком, семейным доктором дяди, у которого она тогда жила. Спустя несколько месяцев она была изнасилована доктором, попыталась покончить с собой, но затем выстрелила в Леербека прямо на улице. Леербек выжил, но потом повесился в камере. Дело получило широкий резонанс, и после пяти месяцев тюрьмы Анна была полностью оправдана.
В 1882 г. Анна получила среднее образование и поступила в Копенгагенский университет, где с 1875 г. был разрешён приём девушек. В 1887 г. стала первой женщиной, получившей высшее образование. В 1888 г. она защитила диссертацию по истории по теме возникновения феодализма, за которую была награждена университетской золотой медалью. В 1893 г. ей присвоили степень доктора философии по истории за её работу по истории средневекового датского парламента Данехофа (Danehoffet og dets Plads i Danmarks Statsforfatning). Она стала первой женщиной, которой был разрешён допуск в Датский национальный архив, где она работала с 1889 по 1910 гг. вместе с историками Кристианом Эрслевом и Вильямом Кристенсеном над трудом Repertorium diplomaticum Regni danici mediævalis.
С 1884 г. Анна принимала активное участие в движении за права женщин, войдя в Dansk Kvindesamfund («Датское женское сообщество»). В 1904 г. она стала участницей движения за избирательное право женщин, став одной из учредительниц созданной в 1905 г. Politisk Kvindeforening («Политической женской ассоциации») и её первой главой. На основе этой ассоциация возникла Landsforbundet for Kvinders Valgret («Национальная ассоциация за избирательное право женщин»).
С 1908 г. интерес Анны к политической активности стал угасать, сменившись увлечением спиритизмом. В 1913 г. она опубликовала на английском языке статью The Evidence of Communication with the Dead («Доказательство общения с умершими»), впоследствии перепечатанной.
Анне умерла в Копенгагене в 1934 г.